# Drumlje
Drumlje (nemško Wunderstätten) je naselje v Občini Ruda v Okraju Velikovec na Koroškem v Avstriji.